# Vòng loại Giải vô địch bóng đá U-19 châu Á 2016
Vòng loại giải vô địch bóng đá U-19 châu Á 2016 sẽ quyết định các đội tham gia Giải vô địch bóng đá U-19 châu Á 2016, 1 giải đấu bóng đá trẻ của tổ chức Liên đoàn bóng đá châu Á (AFC) cho cầu thủ nam dưới 19 tuổi của đội tuyển quốc gia các thành viên hiệp hội của họ.
Tổng cộng có 16 đội tuyển sẽ chơi trong giải đấu trận chung kết, được tổ chức bởi Bahrain. Là chủ nhà, Bahrain tự động đủ điều kiện, nhưng cũng sẽ hoàn tất trong vòng bảng vượt qua vòng loại.
Giải đấu trận chung kết cũng đóng vai trò như các vòng loại AFC cho Giải vô địch bóng đá U-20 thế giới 2017 tại Hàn Quốc, với 4 đội đứng đầu vòng loại (như Hàn Quốc đã tự động đủ điều kiện như chủ nhà, đội đứng thứ 5 cũng vượt qua vòng loại nếu Hàn Quốc kết thúc trong top 4 đội).

## Bốc thăm
Lễ bốc thăm cho vòng loại đã tổ chức vào ngày 5 tháng 6 năm 2015 tại tòa nhà AFC ở Kuala Lumpur. Tổng cộng có 43 đội đã tiến thẳng vào giai đoạn vòng loại và đã được rút ra thành 10 bảng.
- Khu vực Tây, với 25 đội hạt giống từ Trung Á, Nam Á và Tây Á, có một bảng 5 đội và năm bảng 4 đội.
- Khu vực Đông, với 18 đội hạt giống từ Đông Nam Á và Đông Á, có hai bảng 5 đội và hai bảng 4 đội.

Các đội đã được gieo hạt giống theo hoạt động của họ ở mùa giải trước năm 2014.
|                         | Nhóm 1                                            | Nhóm 2                                                         | Nhóm 3                                                      | Nhóm 4                                                            | Nhóm 5                    |
| ----------------------- | ------------------------------------------------- | -------------------------------------------------------------- | ----------------------------------------------------------- | ----------------------------------------------------------------- | ------------------------- |
| Khu vực Tây (Bảng A–F)  | Iran · Iraq · Qatar · UAE · Uzbekistan · Yemen    | Bahrain · Bangladesh · Kuwait · Oman · Palestine · Ả Rập Xê Út | Ấn Độ · Jordan · Liban · Maldives · Pakistan · Turkmenistan | Afghanistan · Kyrgyzstan · Nepal · Sri Lanka · Syria · Tajikistan | Bhutan                    |
| Khu vực Đông (Bảng G–J) | Nhật Bản · Myanmar · CHDCND Triều Tiên · Thái Lan | Úc · Trung Quốc · Hàn Quốc · Việt Nam                          | Hồng Kông · Malaysia · Philippines · Singapore              | Brunei · Đài Bắc Trung Hoa · Lào · Ma Cao                         | Bắc Mariana1 · Đông Timor |

| Không tham dự | Không tham dự                                             |
| ------------- | --------------------------------------------------------- |
| Khu vực Tây   | Không có                                                  |
| Khu vực Đông  | Campuchia · Guam · Indonesia (FIFA cấm thi đấu) · Mông Cổ |

Ghi chú:
1 Đội không phải là thành viên của FIFA, không đủ điều kiện cho Giải vô địch bóng đá U-20 thế giới.

## Độ tuổi cầu thủ
Cầu thủ sinh ra từ ngày 1 tháng 1 năm 1997 trở đi có đủ điều kiện thi đấu tại Giải vô địch bóng đá U-19 châu Á 2015.

## Định dạng
Trong mỗi bảng, các đội chơi với nhau một lần tại một địa điểm cố định. Mười đội nhất bảng và năm đội xếp hạng 2 có thành tích tốt nhất từ tất cả các bảng vượt qua vòng loại cho giải đấu trận chung kết. Nếu Bahrain là một trong các đội nhất bảng hay đội xếp hạng 2 có thành tích tốt nhất, đội đứng thứ sáu của đội xếp hạng 2 có thành tích tốt nhất cũng vượt qua vòng loại cho giải đấu trận chung kết.

### Tiêu chí
Bảng xếp hạng trong mỗi nhóm được xác định như sau:
- a) Giành nhiều điểm hơn trong các trận đối đầu trực tiếp;
- b) Hiệu số bàn thắng cao hơn trong các trận đối đầu trực tiếp (nếu có trên hai đội bằng điểm);
- c) Ghi nhiều bàn thắng hơn trong các trận đối đầu trực tiếp (nếu có trên hai đội bằng điểm).

Trong trường hợp có trên hai đội bằng điểm, sau khi áp dụng các tiêu chí trên, vẫn có hai đội bằng điểm thi các tiêu chí đó lại áp dụng lần nữa với riêng hai đội. Nếu vẫn chưa quyết định được thì áp dụng các tiêu chí tiếp theo:
- d) Hiệu số bàn thắng cao hơn trong các trận vòng bảng;
- e) Ghi nhiều bàn thắng hơn trong các trận vòng bảng;
- f) Điểm số trên bảng xếp hạng các đội tuyển quốc gia châu Âu;
- g) Hệ số chơi đẹp (fair play) tại vòng bảng

## Vòng bảng
Các trận đấu được đang chơi giữa vào ngày 28 tháng 9 đến ngày 6 tháng 10 năm 2015 cho bảng G và H (5 đội mỗi bảng); ngày 2–6 tháng 10 năm 2015 cho tất cả các bảng khác (4 đội mỗi bảng).
| Chìa khóa để màu sắc trong các bảng nhóm                          |
| ----------------------------------------------------------------- |
| Đội nhất bảng, và Bahrain như chủ nhà, giành quyền vào chung kết. |
| Rút lui                                                           |

### Bảng A
- Tất cả các trận đấu được tổ chức tại Bangladesh.
- Giờ thi đấu theo tính giờ địa phương là UTC+6.

| VT | Đội            | ST | T | H | B | BT | BB | HS  | Đ | Giành quyền tham dự |
| -- | -------------- | -- | - | - | - | -- | -- | --- | - | ------------------- |
| 1  | Uzbekistan     | 3  | 3 | 0 | 0 | 14 | 0  | +14 | 9 | Chung kết           |
| 2  | Bangladesh (H) | 3  | 1 | 1 | 1 | 3  | 5  | −2  | 4 |                     |
| 3  | Sri Lanka      | 3  | 1 | 0 | 2 | 2  | 5  | −3  | 3 |                     |
| 4  | Bhutan         | 3  | 0 | 1 | 2 | 1  | 10 | −9  | 1 |                     |
| 5  | Pakistan       | 0  | 0 | 0 | 0 | 0  | 0  | 0   | 0 | Bỏ cuộc             |

| Uzbekistan                                                                                          | 7–0      | Bhutan |
| --------------------------------------------------------------------------------------------------- | -------- | ------ |
| Gofurov 42' · Sharof 45' · Kodirkulov 55' · Abdixolikov 70', 80' · Akhmadov 88' · Tukhtasinov 90+3' | Chi tiết |        |

| Bangladesh                     | 2–0      | Sri Lanka |
| ------------------------------ | -------- | --------- |
| Mannaf 67' · Masuk 83' (ph.đ.) | Chi tiết |           |

| Sri Lanka | 0–3      | Uzbekistan                                      |
| --------- | -------- | ----------------------------------------------- |
|           | Chi tiết | Tukhtasinov 7' · Ibragimov 21' · Kodirkulov 30' |

| Bhutan    | 1–1      | Bangladesh |
| --------- | -------- | ---------- |
| Tobgay 6' | Chi tiết | Masuk 77'  |

| Sri Lanka      | 2–0      | Bhutan |
| -------------- | -------- | ------ |
| Akram 13', 85' | Chi tiết |        |

| Uzbekistan                                            | 4–0      | Bangladesh |
| ----------------------------------------------------- | -------- | ---------- |
| Ibragimov 2', 62' · Abdixolikov 79' · Nurulloev 90+2' | Chi tiết |            |

### Bảng B
- Tất cả các trận đấu được tổ chức tại Ả Rập Xê Út.
- Giờ thi đấu theo tính giờ địa phương là UTC+3.

| VT | Đội             | ST | T | H | B | BT | BB | HS  | Đ | Giành quyền tham dự |
| -- | --------------- | -- | - | - | - | -- | -- | --- | - | ------------------- |
| 1  | Ả Rập Xê Út (H) | 3  | 3 | 0 | 0 | 11 | 1  | +10 | 9 | Chung kết           |
| 2  | Yemen           | 3  | 2 | 0 | 1 | 2  | 2  | 0   | 6 | Chung kết           |
| 3  | Turkmenistan    | 3  | 1 | 0 | 2 | 4  | 7  | −3  | 3 |                     |
| 4  | Syria           | 3  | 0 | 0 | 3 | 2  | 9  | −7  | 0 |                     |

| Yemen          | 1–0      | Syria |
| -------------- | -------- | ----- |
| Abdulhakim 77' | Chi tiết |       |

| Ả Rập Xê Út                                                          | 5–0      | Turkmenistan |
| -------------------------------------------------------------------- | -------- | ------------ |
| Al-Najjar 15' · Al-Khulaif 63' · Al-Kahtani 70' · Al-Yami 82', 90+3' | Chi tiết |              |

| Turkmenistan | 0–1      | Yemen           |
| ------------ | -------- | --------------- |
|              | Chi tiết | Al-Huthaifi 88' |

| Syria     | 1–4      | Ả Rập Xê Út                                                                 |
| --------- | -------- | --------------------------------------------------------------------------- |
| Arafa 88' | Chi tiết | Al-Harbi 16' · Al-Khulaif 37' · Al-Yami 41' (ph.đ.) · Al-Bassas 86' (ph.đ.) |

| Turkmenistan                                       | 4–1      | Syria            |
| -------------------------------------------------- | -------- | ---------------- |
| Titov 20', 26' · Gurbangulyyev 75' · Akmamedov 80' | Chi tiết | Dali 74' (ph.đ.) |

| Yemen | 0–2      | Ả Rập Xê Út               |
| ----- | -------- | ------------------------- |
|       | Chi tiết | Al-Naji 61' · Al-Yami 74' |

### Bảng C
- Tất cả các trận đấu được tổ chức tại Palestine.
- Giờ thi đấu theo tính giờ địa phương là UTC+3.

| VT | Đội           | ST | T | H | B | BT | BB | HS  | Đ | Giành quyền tham dự |
| -- | ------------- | -- | - | - | - | -- | -- | --- | - | ------------------- |
| 1  | UAE           | 3  | 3 | 0 | 0 | 15 | 0  | +15 | 9 | Chung kết           |
| 2  | Palestine (H) | 3  | 2 | 0 | 1 | 3  | 5  | −2  | 6 |                     |
| 3  | Afghanistan   | 3  | 1 | 0 | 2 | 2  | 5  | −3  | 3 |                     |
| 4  | Ấn Độ         | 3  | 0 | 0 | 3 | 0  | 10 | −10 | 0 |                     |

| UAE                              | 3–0      | Afghanistan |
| -------------------------------- | -------- | ----------- |
| Al-Noobi 7' · Almehairi 20', 25' | Chi tiết |             |

| Palestine  | 1–0      | Ấn Độ |
| ---------- | -------- | ----- |
| Yousef 16' | Chi tiết |       |

| Ấn Độ | 0–7      | UAE |
| ----- | -------- | --- |
|       | Chi tiết | Yaqoob 14' (ph.đ.) · Al-Mehairi 34', 45+1', 88' · Rashid 45+2' (ph.đ.) · Al-Noobi 54' (ph.đ.) · Rahsid 84' |

| Afghanistan | 0–2      | Palestine               |
| ----------- | -------- | ----------------------- |
|             | Chi tiết | Obaid 50' · Shobaki 90' |

| UAE                                                                                | 5–0      | Palestine |
| ---------------------------------------------------------------------------------- | -------- | --------- |
| Al-Mehairi 3' · Al-Matroushi 28' · Farawi 35' (l.n.) · Yaqoob 90' · Al-Jnebi 90+1' | Chi tiết |           |

| Ấn Độ | 0–2      | Afghanistan |
| ----- | -------- | ----------- |
|       | Chi tiết |             |

### Bảng D
- Tất cả các trận đấu được tổ chức tại Qatar.
- Giờ thi đấu theo tính giờ địa phương là UTC+3.

| VT | Đội        | ST | T | H | B | BT | BB | HS  | Đ | Giành quyền tham dự |
| -- | ---------- | -- | - | - | - | -- | -- | --- | - | ------------------- |
| 1  | Qatar (H)  | 3  | 3 | 0 | 0 | 13 | 2  | +11 | 9 | Chung kết           |
| 2  | Oman       | 3  | 1 | 1 | 1 | 5  | 3  | +2  | 4 |                     |
| 3  | Liban      | 3  | 1 | 1 | 1 | 4  | 5  | −1  | 4 |                     |
| 4  | Kyrgyzstan | 3  | 0 | 0 | 3 | 3  | 15 | −12 | 0 |                     |

| Qatar                                                                                       | 7–1      | Kyrgyzstan     |
| ------------------------------------------------------------------------------------------- | -------- | -------------- |
| Issa 12', 82' · Alrawi 36' · Moustafa 51' · Al-Ahrak 54' · Shehata 61' (ph.đ.) · Mazeed 71' | Chi tiết | Shaarbekov 58' |

| Oman | 0–0      | Liban |
| ---- | -------- | ----- |
|      | Chi tiết |       |

| Kyrgyzstan     | 1–4      | Oman                                                                         |
| -------------- | -------- | ---------------------------------------------------------------------------- |
| Batyrkanov 19' | Chi tiết | A. Al-Awadi 13' (ph.đ.) · T. Al-Awadi 54' · Al-Aghbari 63' · Al-Ghassani 75' |

| Liban | 0–4      | Qatar                                                      |
| ----- | -------- | ---------------------------------------------------------- |
|       | Chi tiết | Mazeed 33' · Al-Ahrak 67' (ph.đ.) · Issa 75' · Shehata 90' |

| Qatar                             | 2–1      | Oman                    |
| --------------------------------- | -------- | ----------------------- |
| Salman 45+3' (ph.đ.) · Mazeed 48' | Chi tiết | A. Al-Awadi 30' (ph.đ.) |

| Liban                                                      | 4–1      | Kyrgyzstan  |
| ---------------------------------------------------------- | -------- | ----------- |
| Bahor 6' · Monzer 45+2' · Boutros 62' (ph.đ.) · Lahoud 66' | Chi tiết | Yrysbek 63' |

### Bảng E
- Tất cả các trận đấu được tổ chức tại Iran.
- Giờ thi đấu theo tính giờ địa phương là UTC+3:30.

| VT | Đội      | ST | T | H | B | BT | BB | HS  | Đ | Giành quyền tham dự |
| -- | -------- | -- | - | - | - | -- | -- | --- | - | ------------------- |
| 1  | Iran (H) | 3  | 3 | 0 | 0 | 15 | 0  | +15 | 9 | Chung kết           |
| 2  | Kuwait   | 3  | 1 | 1 | 1 | 3  | 4  | −1  | 4 |                     |
| 3  | Jordan   | 3  | 1 | 0 | 2 | 4  | 5  | −1  | 3 |                     |
| 4  | Nepal    | 3  | 0 | 1 | 2 | 1  | 14 | −13 | 1 |                     |

| Kuwait                        | 2–1      | Jordan    |
| ----------------------------- | -------- | --------- |
| Saeed 20' · Karam 30' (ph.đ.) | Chi tiết | Harbi 39' |

| Iran | 10–0     | Nepal |
| --- | -------- | ----- |
| Karamolachaab 1', 13', 84', 90+1' · Mokhtari 2', 44' · Shojaei 32' · Shekari 57' (ph.đ.), 87' · Khoram 79' | Chi tiết |       |

| Nepal     | 1–1      | Kuwait       |
| --------- | -------- | ------------ |
| Magar 61' | Chi tiết | Al Enezi 71' |

| Jordan | 0–3      | Iran |
| ------ | -------- | ---- |
|        | Chi tiết |      |

| Jordan                               | 3–0      | Nepal |
| ------------------------------------ | -------- | ----- |
| Ahmad 6' · Maher 14' · Ibrahim 90+2' | Chi tiết |       |

| Iran                                | 2–0      | Kuwait |
| ----------------------------------- | -------- | ------ |
| Karamolachaab 45+4' · Noorafkan 62' | Chi tiết |        |

### Bảng F
- Tất cả các trận đấu được tổ chức tại Tajikistan.
- Giờ thi đấu theo tính giờ địa phương là UTC+5.

| VT | Đội            | ST | T | H | B | BT | BB | HS  | Đ | Giành quyền tham dự           |
| -- | -------------- | -- | - | - | - | -- | -- | --- | - | ----------------------------- |
| 1  | Iraq           | 3  | 3 | 0 | 0 | 11 | 1  | +10 | 9 | Chung kết                     |
| 2  | Tajikistan (H) | 3  | 2 | 0 | 1 | 11 | 4  | +7  | 6 | Chung kết                     |
| 3  | Bahrain        | 3  | 1 | 0 | 2 | 7  | 7  | 0   | 3 | Chung kết với tư cách chủ nhà |
| 4  | Maldives       | 3  | 0 | 0 | 3 | 0  | 17 | −17 | 0 |                               |

| Bahrain                                  | 4–0      | Maldives |
| ---------------------------------------- | -------- | -------- |
| Jasim 25', 81' · Al-naar 26' · Sayed 88' | Chi tiết |          |

| Iraq                | 2–0      | Tajikistan |
| ------------------- | -------- | ---------- |
| Alaa 3' · Jasim 79' | Chi tiết |            |

| Maldives | 0–5      | Iraq                                          |
| -------- | -------- | --------------------------------------------- |
|          | Chi tiết | Alaa 10', 39' · Ameer 14' · Mohammed 27', 52' |

| Tajikistan                          | 3–2      | Bahrain                 |
| ----------------------------------- | -------- | ----------------------- |
| Safarov 40', 83' · Ravshanbekov 58' | Chi tiết | Ebrahim 42' · Jasim 45' |

| Iraq                                         | 4–1      | Bahrain     |
| -------------------------------------------- | -------- | ----------- |
| Amjed 56' · Alaa 62' · Ameer 77' · Jasim 88' | Chi tiết | Jasim 90+2' |

| Maldives | 0–8      | Tajikistan                                                                  |
| -------- | -------- | --------------------------------------------------------------------------- |
|          | Chi tiết | Ehsoni 25', 54' · Hamroqulov 35', 61' · Alisheri 50', 68', 80' · Kholov 87' |

### Bảng G
- Tất cả các trận đấu được tổ chức tại Myanmar.
- Giờ thi đấu theo tính giờ địa phương là UTC+6:30.

| VT | Đội         | ST | T | H | B | BT | BB | HS  | Đ  | Giành quyền tham dự |
| -- | ----------- | -- | - | - | - | -- | -- | --- | -- | ------------------- |
| 1  | Việt Nam    | 4  | 4 | 0 | 0 | 11 | 2  | +9  | 12 | Chung kết           |
| 2  | Myanmar (H) | 4  | 2 | 1 | 1 | 6  | 2  | +4  | 7  |                     |
| 3  | Đông Timor  | 4  | 1 | 2 | 1 | 5  | 2  | +3  | 5  |                     |
| 4  | Hồng Kông   | 4  | 1 | 1 | 2 | 7  | 5  | +2  | 4  |                     |
| 5  | Brunei      | 4  | 0 | 0 | 4 | 0  | 18 | −18 | 0  |                     |

| Hồng Kông        | 1–3      | Việt Nam                                    |
| ---------------- | -------- | ------------------------------------------- |
| Hà Tĩnh Viên 42' | Chi tiết | Hà Đức Chinh 7', 59' · Nguyễn Tiến Linh 48' |

| Đông Timor                                                   | 4–0      | Brunei |
| ------------------------------------------------------------ | -------- | ------ |
| Rufino Gama 15' · Nelson Viegas 19', 32' · Henrique Cruz 28' | Chi tiết |        |

| Đông Timor | 0–0      | Hồng Kông |
| ---------- | -------- | --------- |
|            | Chi tiết |           |

| Brunei | 0–4      | Myanmar                                                                               |
| ------ | -------- | ------------------------------------------------------------------------------------- |
|        | Chi tiết | Zin Phyo Aung 7' (ph.đ.) · Ye Yint Aung 27' · Htoo Kyant Lwin 29' · Aung Zin Phyo 46' |

| Việt Nam                                                                       | 5–0      | Brunei |
| ------------------------------------------------------------------------------ | -------- | ------ |
| Hồ Minh Dĩ 2', 45+5' · Lâm Thuận 25' · Trần Duy Khánh 34' · Phạm Trọng Hóa 36' | Chi tiết |        |

| Myanmar | 0–0      | Đông Timor |
| ------- | -------- | ---------- |
|         | Chi tiết |            |

| Việt Nam                                   | 2–1      | Đông Timor        |
| ------------------------------------------ | -------- | ----------------- |
| Nguyễn Trọng Đại 4' · Nguyễn Quang Hải 17' | Chi tiết | Henrique Cruz 89' |

| Hồng Kông       | 1–2      | Myanmar                                |
| --------------- | -------- | -------------------------------------- |
| Ân Đốc Phàm 73' | Chi tiết | Aung Zin Phyo 88' · Aung Moe Thu 90+6' |

| Brunei | 0–5      | Hồng Kông                                                                           |
| ------ | -------- | ----------------------------------------------------------------------------------- |
|        | Chi tiết | Trần Phác Hy 39' · Ân Đốc Phàm 41', 58' · Hirokane Harima 49' · Thành Chấn Long 73' |

| Myanmar | 0–1      | Việt Nam         |
| ------- | -------- | ---------------- |
|         | Chi tiết | Hà Đức Chinh 19' |

### Bảng H
- Tất cả các trận đấu được tổ chức tại Thái Lan.
- Giờ thi đấu theo tính giờ địa phương là UTC+7.

| VT | Đội               | ST | T | H | B | BT | BB | HS  | Đ  | Giành quyền tham dự |
| -- | ----------------- | -- | - | - | - | -- | -- | --- | -- | ------------------- |
| 1  | Hàn Quốc          | 4  | 4 | 0 | 0 | 26 | 4  | +22 | 12 | Chung kết           |
| 2  | Thái Lan (H)      | 4  | 3 | 0 | 1 | 14 | 2  | +12 | 9  | Chung kết           |
| 3  | Singapore         | 4  | 1 | 1 | 2 | 14 | 11 | +3  | 4  |                     |
| 4  | Đài Bắc Trung Hoa | 4  | 1 | 1 | 2 | 13 | 12 | +1  | 4  |                     |
| 5  | Bắc Mariana       | 4  | 0 | 0 | 4 | 0  | 38 | −38 | 0  |                     |

| Singapore                 | 2–6      | Hàn Quốc                                                                             |
| ------------------------- | -------- | ------------------------------------------------------------------------------------ |
| Hami 52' · Gareth Low 60' | Chi tiết | Kim Jeong-Hwan 23' · Lee Dong-Jun 54', 61', 90+1' · Kang Ji-Hun 82' · Kim Si-Woo 89' |

| Bắc Mariana | 0–10     | Đài Bắc Trung Hoa |
| ----------- | -------- | --- |
|             | Chi tiết | Tào Vỹ Khiết 2' · Trần Hoàng Uy 12', 29' · Vu Hạ Hoàng 17', 64', 79' · Triệu Minh Tú 47', 61' · Thành Xuân Kiến 73', 90+1' |

| Bắc Mariana | 0–10     | Singapore |
| ----------- | -------- | --- |
|             | Chi tiết | Hami 10', 36' · Justin Hui 39' · Joshua Pereira 56' (ph.đ.) · Irfan Fandi 61', 90+2' · Ariyan Malik 82' · Karthik Raj 83' · Gareth Low 87' · Shah Zulkarnean 90' |

| Đài Bắc Trung Hoa | 0–3      | Thái Lan                   |
| ----------------- | -------- | -------------------------- |
|                   | Chi tiết | Anon 21' · Suksan 30', 36' |

| Hàn Quốc                                                                               | 7–1      | Đài Bắc Trung Hoa |
| -------------------------------------------------------------------------------------- | -------- | ----------------- |
| Kim Dae-Won 12', 29' · Kim Jeok-Jin 21', 79' · Kang Ji-Hun 39', 76' · Lee Dong-Jun 73' | Chi tiết | Vu Hạ Hoàng 74'   |

| Thái Lan                                                                                    | 7–0      | Bắc Mariana |
| ------------------------------------------------------------------------------------------- | -------- | ----------- |
| Sorawit 2', 45' · Terrence 20' (l.n.) · Anon 38', 67' (ph.đ.) · Wisarut 63' · Ritthidet 72' | Chi tiết |             |

| Hàn Quốc | 11–0     | Bắc Mariana |
| --- | -------- | ----------- |
| Choe Ik-Jin 3', 33', 90+2' · Kim Moo-Gun 10' · Kwon Gi-Pyo 39' · Jeong Tae-Wook 46', 54', 83' · Kim Si-Woo 49', 79' (ph.đ.) · Kim Geo-Nung 68' | Chi tiết |             |

| Singapore | 0–3      | Thái Lan                                  |
| --------- | -------- | ----------------------------------------- |
|           | Chi tiết | Ritthidet 34' · Suksan 42' · Worachit 51' |

| Đài Bắc Trung Hoa                 | 2–2      | Singapore                 |
| --------------------------------- | -------- | ------------------------- |
| Vu Hạ Hoàng 33' · Vương Lệ An 83' | Chi tiết | Pashia 40', 90+1' (ph.đ.) |

| Thái Lan         | 1–2      | Hàn Quốc                          |
| ---------------- | -------- | --------------------------------- |
| Sirimongkhon 69' | Chi tiết | Kang Ji-Hun 12' · Kim Moo-Gun 90' |

### Bảng I
- Tất cả các trận đấu được tổ chức tại Trung Quốc.
- Giờ thi đấu theo tính giờ địa phương là UTC+8.

| VT | Đội               | ST | T | H | B | BT | BB | HS  | Đ | Giành quyền tham dự |
| -- | ----------------- | -- | - | - | - | -- | -- | --- | - | ------------------- |
| 1  | Trung Quốc (H)    | 3  | 3 | 0 | 0 | 16 | 0  | +16 | 9 | Chung kết           |
| 2  | CHDCND Triều Tiên | 3  | 2 | 0 | 1 | 7  | 3  | +4  | 6 | Chung kết           |
| 3  | Malaysia          | 3  | 1 | 0 | 2 | 4  | 8  | −4  | 3 |                     |
| 4  | Ma Cao            | 3  | 0 | 0 | 3 | 1  | 17 | −16 | 0 |                     |

| CHDCND Triều Tiên                                                             | 6–0      | Ma Cao |
| ----------------------------------------------------------------------------- | -------- | ------ |
| Han Il-Hyok 8', 16', 21' (ph.đ.), 25' · Jon Chung-Il 33' · Pak Kwang-Chon 88' | Chi tiết |        |

| Trung Quốc                                                                                         | 6–0      | Malaysia |
| -------------------------------------------------------------------------------------------------- | -------- | -------- |
| Trương Ngọc Ninh 32' (ph.đ.), 34' · Cao Hải Thịnh 48', 53' · Diêu Đào Cảng 58' · Đàm Hoan Hoan 87' | Chi tiết |          |

| Malaysia | 0–1      | CHDCND Triều Tiên |
| -------- | -------- | ----------------- |
|          | Chi tiết | Han Il-Hyok 54'   |

| Ma Cao | 0–7      | Trung Quốc                                                                                                 |
| ------ | -------- | --- |
|        | Chi tiết | Cao Hoa Trạch 12', 18' · Dương Lệ Vũ 25' · Ân Đình Hào 51' · Trương Ngọc Ninh 72', 74' · Đàm Hoan Hoan 85' |

| Malaysia                        | 4–1      | Ma Cao             |
| ------------------------------- | -------- | ------------------ |
| Jafri 3', 69', 82' · Danial 63' | Chi tiết | Jorge Vitorino 49' |

| CHDCND Triều Tiên | 0–3      | Trung Quốc                                     |
| ----------------- | -------- | ---------------------------------------------- |
|                   | Chi tiết | Trương Ngọc Ninh 37' · Lâm Lương Minh 39', 61' |

### Bảng J
- Tất cả các trận đấu được tổ chức tại Lào.
- Giờ thi đấu theo tính giờ địa phương là UTC+7.

| VT | Đội         | ST | T | H | B | BT | BB | HS  | Đ | Giành quyền tham dự |
| -- | ----------- | -- | - | - | - | -- | -- | --- | - | ------------------- |
| 1  | Nhật Bản    | 3  | 3 | 0 | 0 | 11 | 0  | +11 | 9 | Chung kết           |
| 2  | Úc          | 3  | 2 | 0 | 1 | 8  | 3  | +5  | 6 | Chung kết           |
| 3  | Lào (H)     | 3  | 1 | 0 | 2 | 2  | 5  | −3  | 3 |                     |
| 4  | Philippines | 3  | 0 | 0 | 3 | 1  | 14 | −13 | 0 |                     |

| Úc                                                                                | 6–0      | Philippines |
| --------------------------------------------------------------------------------- | -------- | ----------- |
| D'Agostino 8' · Kuzmanovski 14', 39' · Mells 28' · Fofanah 78' · Pandurevic 90+1' | Chi tiết |             |

| Nhật Bản               | 2–0      | Lào |
| ---------------------- | -------- | --- |
| Ogawa 39' · Takagi 62' | Chi tiết |     |

| Philippines | 0–6      | Nhật Bản                                                            |
| ----------- | -------- | ------------------------------------------------------------------- |
|             | Chi tiết | Noda 6' · Yoshihira 26', 88' · Iwasaki 69' (ph.đ.), 71' · Ogawa 81' |

| Lào | 0–2      | Úc                           |
| --- | -------- | ---------------------------- |
|     | Chi tiết | Kuzmanovski 43' · Shabow 46' |

| Nhật Bản                                               | 3–0      | Úc |
| ------------------------------------------------------ | -------- | -- |
| Takagi 45+1' · Sakai 45+2' (ph.đ.) · Ogawa 71' (ph.đ.) | Chi tiết |    |

| Philippines | 1–2      | Lào                         |
| ----------- | -------- | --------------------------- |
| Gayoso 19'  | Chi tiết | Phanthavong 5' · Maitee 42' |

## Đội xếp hạng 2
Việc xếp hạng các đội đứng thứ hai của tất cả các bảng được xác định như sau:
1. Số điểm nhiều hơn thu được trong các trận đấu vòng bảng;
2. Hiệu số bàn thắng nhiều hơn từ các trận đấu vòng bảng;
3. Số lượng bàn thắng ghi được nhiều hơn trong trận đấu vòng bảng;
4. Số chiến thắng nhiều hơn trong các trận đấu vòng bảng;
5. Số điểm ít hơn tính theo số lượng thẻ vàng và đỏ nhận được trong các trận đấu vòng bảng (1 điểm cho một thẻ vàng duy nhất, 3 điểm cho một thẻ đỏ là hệ quả của hai thẻ vàng, 3 điểm cho một thẻ đỏ trực tiếp, 4 điểm cho một thẻ vàng sau một thẻ đỏ trực tiếp);
6. Bốc thăm.

Để đảm bảo sự công bằng khi so sánh đội á quân của tất cả các bảng, kết quả của các trận đấu với đội thứ năm tại các bảng có năm đội được bỏ qua do các bảng khác chỉ có bốn đội.

| VT | Bg | Đội               | ST | T | H | B | BT | BB | HS | Đ | Giành quyền tham dự |
| -- | -- | ----------------- | -- | - | - | - | -- | -- | -- | - | ------------------- |
| 1  | F  | Tajikistan        | 3  | 2 | 0 | 1 | 11 | 4  | +7 | 6 | Chung kết           |
| 2  | J  | Úc                | 3  | 2 | 0 | 1 | 8  | 3  | +5 | 6 | Chung kết           |
| 3  | H  | Thái Lan          | 3  | 2 | 0 | 1 | 7  | 2  | +5 | 6 | Chung kết           |
| 4  | I  | CHDCND Triều Tiên | 3  | 2 | 0 | 1 | 7  | 3  | +4 | 6 | Chung kết           |
| 5  | B  | Yemen             | 3  | 2 | 0 | 1 | 2  | 2  | 0  | 6 | Chung kết           |
| 6  | C  | Palestine         | 3  | 2 | 0 | 1 | 3  | 5  | −2 | 6 |                     |
| 7  | D  | Oman              | 3  | 1 | 1 | 1 | 5  | 3  | +2 | 4 |                     |
| 8  | G  | Myanmar           | 3  | 1 | 1 | 1 | 2  | 2  | 0  | 4 |                     |
| 9  | E  | Kuwait            | 3  | 1 | 1 | 1 | 3  | 4  | −1 | 4 |                     |
| 10 | A  | Bangladesh        | 3  | 1 | 1 | 1 | 3  | 5  | −2 | 4 |                     |

## Các đội vượt qua vòng loại
16 đội sau đã lọt vào giải đấu chung kết.
| Đội tuyển         | Tư cách                | Ngày vượt qua       | Các lần tham dự giải đấu trước2 |
| ----------------- | ---------------------- | ------------------- | --- |
| Bahrain           | Chủ nhà                | 3 tháng 6 năm 2015  | 7 (1975, 1977, 1978, 1986, 1990, 1994, 2010) |
| Uzbekistan        | Nhất bảng A            | 6 tháng 10 năm 2015 | 6 (2002, 2004, 2008, 2010, 2012, 2014) |
| Ả Rập Xê Út       | Nhất bảng B            | 6 tháng 10 năm 2015 | 12 (1973, 1977, 1978, 1985, 1986, 1992, 1998, 2002, 2006, 2008, 2010, 2012) |
| UAE               | Nhất bảng C            | 6 tháng 10 năm 2015 | 12 (1982, 1985, 1988, 1992, 1996, 2000, 2002, 2006, 2008, 2010, 2012, 2014) |
| Qatar             | Nhất bảng D            | 6 tháng 10 năm 2015 | 12 (1980, 1986, 1988, 1990, 1992, 1994, 1996, 1998, 2002, 2004, 2012, 2014) |
| Iran              | Nhất bảng E            | 6 tháng 10 năm 2015 | 19 (1969, 1970, 1971, 1972, 1973, 1974, 1975, 1976, 1977, 1978, 1992, 1996, 2000, 2004, 2006, 2008, 2010, 2012, 2014) |
| Iraq              | Nhất bảng F            | 6 tháng 10 năm 2015 | 15 (1975, 1976, 1977, 1978, 1982, 1988, 1994, 1998, 2000, 2004, 2006, 2008, 2010, 2012, 2014) |
| Việt Nam          | Nhất bảng G            | 6 tháng 10 năm 2015 | 6 (2002, 2004, 2006, 2010, 2012, 2014) |
| Hàn Quốc          | Nhất bảng H            | 6 tháng 10 năm 2015 | 36 (1959, 1960, 1961, 1962, 1963, 1964, 1965, 1966, 1967, 1968, 1969, 1970, 1971, 1972, 1973, 1974, 1976, 1977, 1978, 1980, 1982, 1986, 1988, 1990, 1992, 1994, 1996, 1998, 2000, 2002, 2004, 2006, 2008, 2010, 2012, 2014) |
| Trung Quốc        | Nhất bảng I            | 6 tháng 10 năm 2015 | 16 (1975, 1976, 1978, 1982, 1985, 1988, 1996, 1998, 2000, 2002, 2004, 2006, 2008, 2010, 2012, 2014) |
| Nhật Bản          | Nhất bảng J            | 6 tháng 10 năm 2015 | 35 (1959, 1960, 1961, 1962, 1963, 1964, 1965, 1966, 1967, 1968, 1969, 1970, 1971, 1972, 1973, 1974, 1975, 1976, 1977, 1978, 1980, 1988, 1990, 1992, 1994, 1996, 1998, 2000, 2002, 2004, 2006, 2008, 2010, 2012, 2014)       |
| Tajikistan        | Nhì bảng xuất sắc nhất | 6 tháng 10 năm 2015 | 2 (2006, 2008) |
| Úc                | Nhì bảng xuất sắc nhất | 6 tháng 10 năm 2015 | 5 (2006, 2008, 2010, 2012, 2014) |
| Thái Lan          | Nhì bảng xuất sắc nhất | 6 tháng 10 năm 2015 | 31 (1959, 1960, 1961, 1962, 1963, 1964, 1965, 1966, 1967, 1968, 1969, 1970, 1971, 1972, 1973, 1974, 1976, 1980, 1985, 1992, 1994, 1996, 1998, 2000, 2002, 2004, 2006, 2008, 2010, 2012, 2014)                               |
| CHDCND Triều Tiên | Nhì bảng xuất sắc nhất | 6 tháng 10 năm 2015 | 11 (1975, 1976, 1978, 1986, 1988, 1990, 2006, 2008, 2010, 2012, 2014) |
| Yemen             | Nhì bảng xuất sắc nhất | 6 tháng 10 năm 2015 | 5 (1978, 2004, 2008, 2010, 2014) |

2 In đậm chỉ vô địch cho năm đó. In nghiêng chỉ chủ nhà cho năm đó.

## Cầu thủ ghi bàn
6 bàn
- Majid Lafi Hamad Al-Mehairi

5 bàn
- Trương Ngọc Ninh
- Vu Hạ Hoàng
- Reza Karamolachaab
- Han Il-hyok

4 bàn
- Jasim Marhoon
- Alaa Abbas Abdulnabi
- Abdulrahman Al-Yami
- Kang Ji-hun
- Lee Dong-jun

3 bàn
- Steve Kuzmanovski
- Ân Đốc Phàm
- Nima Mokhtari
- Reza Shekari
- Ogawa Koki
- Jafri Firdaus Chew
- Khalid Muneer Mazeed
- Sayed Issa
- Hami Syahin
- Choe Ik-jin
- Kim Si-woo
- Jeong Tae-wook
- Khotam Alisheri
- Suksan Mungpao
- Anon Amornlerdsak
- Bobir Abdixolikov
- Doston Ibragimov
- Hà Đức Chinh

2 bàn
- Masuk Mia Jony
- Cao Hải Thịnh
- Cao Hoa Trạch
- Lâm Lương Minh
- Đàm Hoan Hoan
- Triệu Minh Tú
- Trần Hoàng Uy
- Thành Xuân Kiến
- Ameer Sabah Khudhair
- Jasim Mohammed Oglah
- Mohammed Hasan
- Takagi Akito
- Iwasaki Yuto
- Yoshihira Tsubasa
- Aung Zin Phyo
- Asad Al-Awadi
- Abdullah Al-Ahrak
- Hazem Shehata
- Ayman Al-Khulaif
- Irfan Fandi
- Haiqal Pashia Anugrah
- Gareth Low
- Kim Dae-won
- Kim Moo-gun
- Kim Seok-jin
- Afam Akram
- Amirdzhon Safarov
- Nuriddin Hamroqulov
- Panshanbe Ehsoni
- Ritthidet Phensawat
- Sorawit Panthong
- Henrique Cruz
- Nelson Viegas
- Mihail Titow
- Hassan Al-Noobi
- Jassem Yaqoub
- Nurillo Tukhtasinov
- Sanjar Kodirkulov
- Hồ Minh Dĩ

1 bàn
- Reza Allah Yari
- Alusine Fofanah
- Dejan Pandurevic
- George Mells
- Mario Shabow
- Nicholas D'Agostino
- Sayed Ahmed
- Sayed Ebrahim
- Talal Ali Al-Naar
- Mannaf Rabbi
- Sonam Tobgay
- Ân Đình Hào
- Dương Lệ Vũ
- Diêu Đào Cảng
- Tào Vỹ Khiết
- Vương Lệ An
- Trần Phác Hy
- Thành Chấn Long
- Hirokane Harima
- Hà Tĩnh Viên
- Ali Shojaei
- Mohammad Khoram
- Nima Daghestani
- Omid Noorafkan
- Amjad Attwan
- Sakai Daisuke
- Noda Hiroki
- Abdallah Ibrahim She
- Ahmad Harbi Abdallah
- Anas Ahmad Mahmoud Hammad
- Hijazi Maher Hijazi
- Abdullah Karam
- Khaled Al Enezi
- Naser Saeed
- Ernist Batyrkanov
- Kadyrbek Shaarbekov
- Uulu Yrysbek
- Maitee
- Thanin Phanthavong
- Alex Boutros
- Ali Bahor
- Joseph Michel Lahoud
- Hussein Monzer
- Jorge Marcelo Vitorino
- Danial Ashraf
- Aung Moe Thu
- Htoo Kyant Lwin
- Ye Yint Aung
- Zin Phyo Aung
- Bimal Magar
- Jon Chung-il
- Pak Kwang-chon
- Mohsin Al-Ghassani
- Talal Al-Awadi
- Zahir Al-Aghbari
- Mahmoud Yousef
- Mohammed Obaid
- Munther Shobaki
- Javier Gayoso
- Abdelrahman Moustafa
- Bassam Al-Rawai
- Tarek Salman
- Ammar Al-Najar
- Fahad Al-Harbi
- Meshari Al-Kahtani
- Mohammad Al-Bassas
- Sami Al-Najei
- Justin Hui
- Ariyan Malik
- Joshua Pereira
- Karthik Raj
- Shah Zulkarnean
- Kim Geon-ung
- Kim Jeong-hwan
- Kwon Gi-pyo
- Alaa Edeen Yasin Dali
- Yousef Arafa
- Kuvvatbek Ravshanbekov
- Sunatullo Kholov
- Sirimongkhon Jitbanjong
- Wisarut Imura
- Worachit Kanitsribampen
- Rufino Gama
- Begenç Akmämmedow
- Guvanchmyrat Gurbangulyyev
- Ahmed Rashed
- Faisl Al-Matroushi
- Mohamed Al-Jnebi
- Mohamed Rahsid
- Husniddin Gofurov
- Sayidjamol Davlatjonov
- Sharof Mukhitdinov
- Sukhrob Nurulloev
- Lâm Thuận
- Nguyễn Quang Hải
- Nguyễn Tiến Linh
- Nguyễn Trọng Đại
- Phạm Trọng Hóa
- Trần Duy Khánh
- Abdulhakim Ahmed
- Mohammed Al-Huthaifi

1 bàn phản lưới nhà
- Ashique Kuruniyan (trong trận gặp Afghanistan)
- Terrence Thosert-Belcher (trong trận gặp Thái Lan)
- Basheer Farawi (trong trận gặp Các Tiểu vương quốc Ả Rập Thống nhất)

Nguồn: the-afc.com